# Malvernia
Malvernia is een geslacht van kevers uit de familie bladkevers (Chrysomelidae).
De wetenschappelijke naam van het geslacht werd in 1899 gepubliceerd door Martin Jacoby.

## Soorten
- Malvernia grobbelaarae Biondi, 1998